# Everything is (album)
Everything is – drugi studyjny album polskiego zespołu Besides, wydany w 2015 roku.

## Lista utworów[1]
1. „Of Joy” - 6:47
2. „Efflorescent” - 6:15
3. „Fluterring” - 5:19
4. „And So Am I” - 6:39
5. „Cauterized” - 4:53
6. „6A Threnody” - 5:10
7. „Remained” - 7:43
8. „Of Sorrow” - 6:04

## Twórcy[1]
- Artur Łebecki - bas
- Bartłomiej Urbańczyk - perkusja
- Paweł Kazimierczak - gitara
- Piotr Świąder–Kruszyński - gitara